# Meoneura triangularis
Meoneura triangularis är en tvåvingeart som beskrevs av Collin 1930. Meoneura triangularis ingår i släktet Meoneura och familjen kadaverflugor. Arten är reproducerande i Sverige. Inga underarter finns listade i Catalogue of Life.